# Hohenpölz

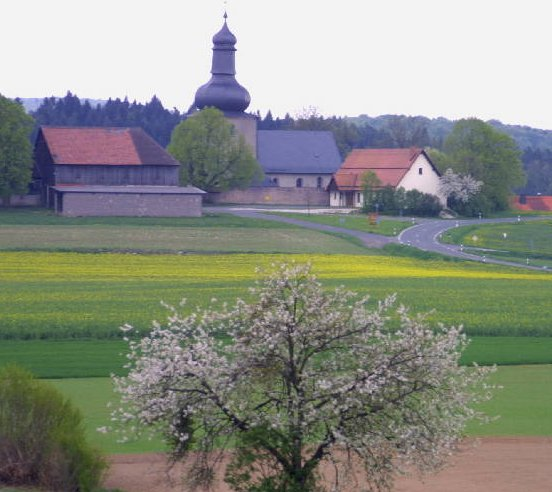
Hohenpölz von Norden

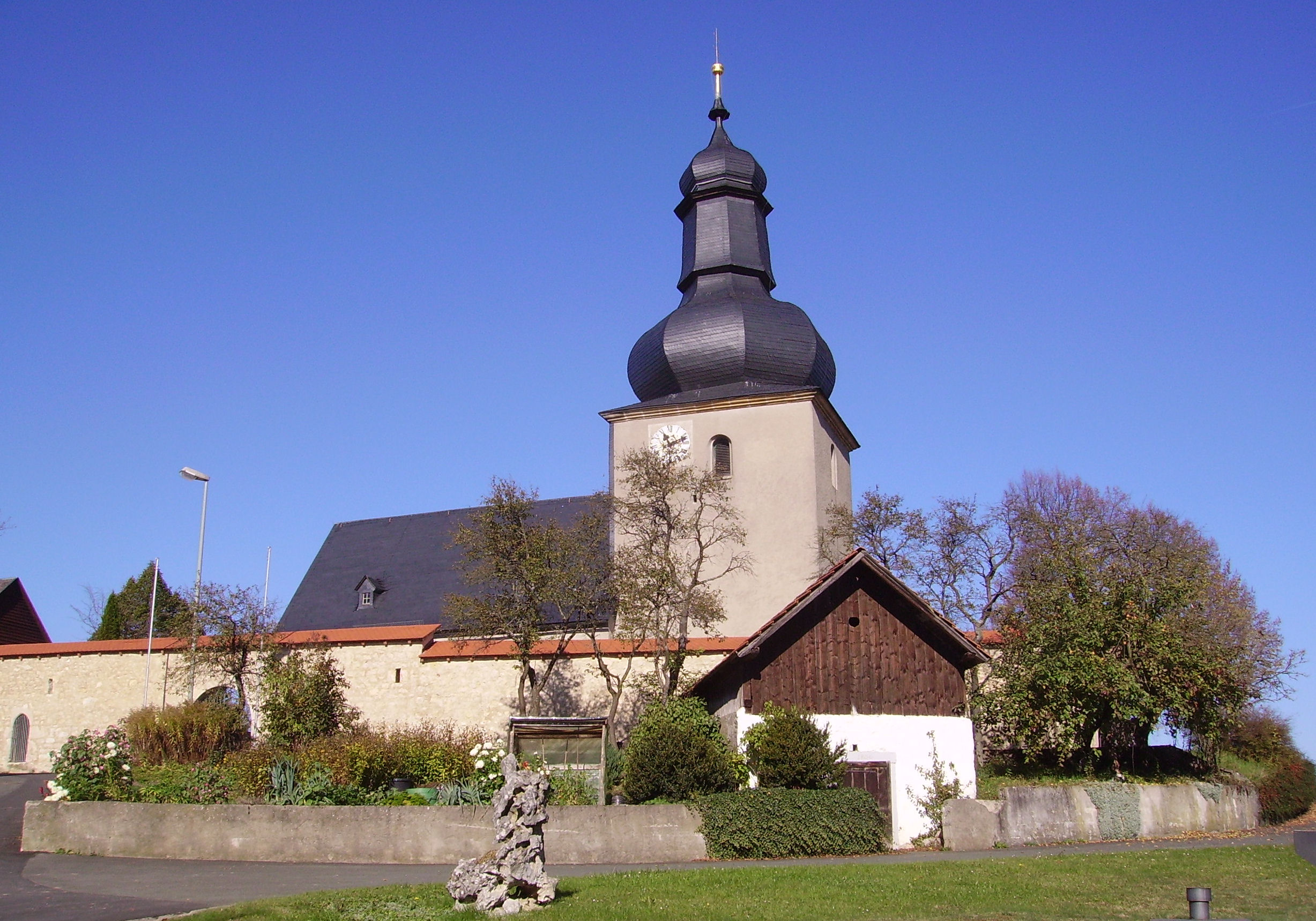
Kirche

Hohenpölz (bambergisch: Habölz)  ist ein Gemeindeteil des Marktes Heiligenstadt i.OFr. im oberfränkischen Landkreis Bamberg in Bayern. Der Ort hat rund 150 Einwohner, die Gemarkung eine Fläche von 757 Hektar.

## Lage

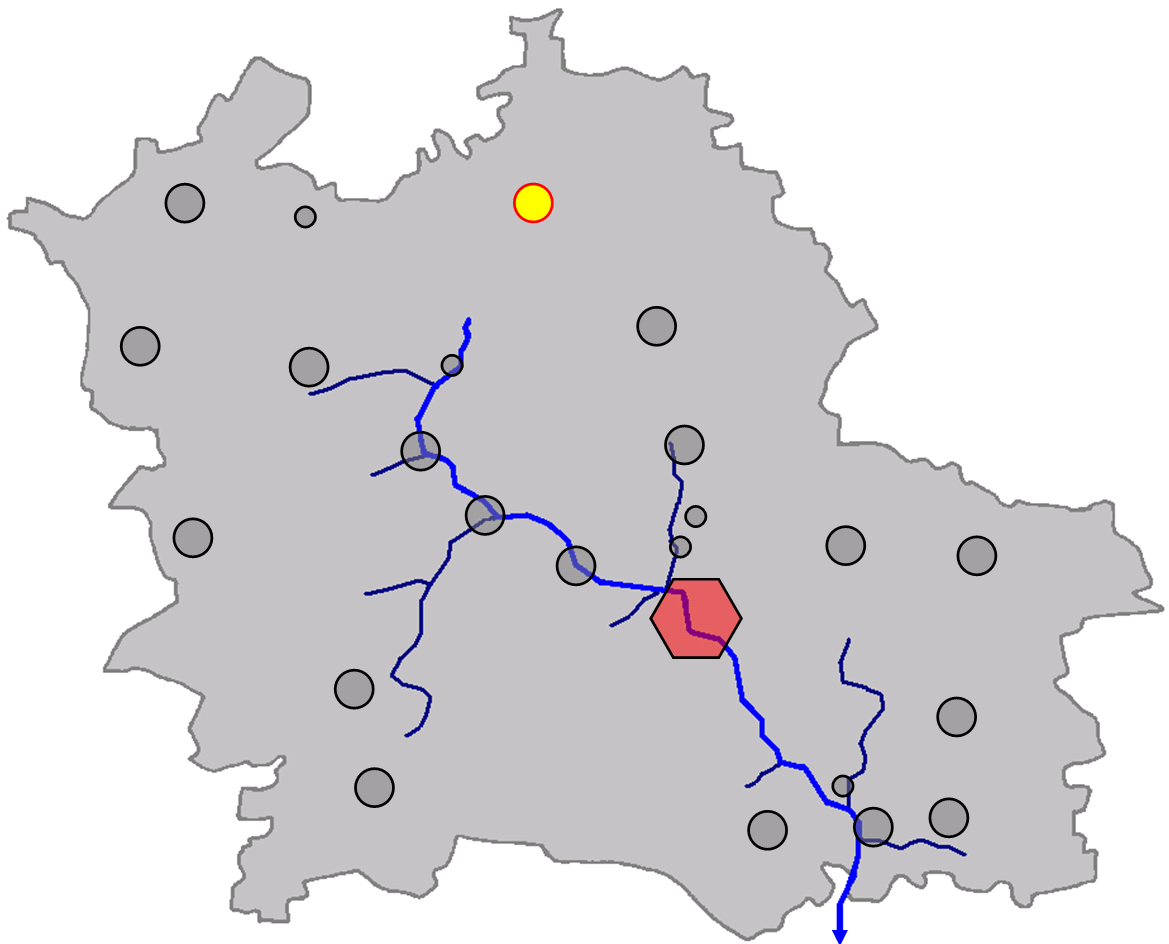
Lage von Hohenpölz im Markt Heiligenstadt

Das Kirchdorf liegt in der Fränkischen Schweiz. Der 30 Meter hohe, massiv wirkende Glockenturm der Kirche mit seiner Zwiebelhaube ist fast von überall auf den Höhen des Fränkischen Juras als Orientierung zu sehen. Hohenpölz liegt am nördlichen Ende des Markts Heiligenstadt. Nachbarorte sind (im Uhrzeigersinn) Laibarös, Huppendorf, Voitmannsdorf, Brunn, Oberleinleiter und die Heroldsmühle.

## Geschichte

### Name
Das Hohe Pölz ist das Gegenstück zum unteren Tiefen Pölz (Tiefenpölz). Diese Unterscheidung wurde erst im 12. Jahrhundert gebräuchlich. Die Schreibweise Hohenpölz kam im 14. Jahrhundert auf und wurde erstmals verwendet, als im Jahr 1345 Bischof Friedrich I. von Hohenlohe zu Bamberg der Äbtissin des Klosters St. Theodor seine Erbschaft und Rechte an 4 ½ Huben (niederdeutsch Hufe) zu Hohenpolenez verkaufte.
Der Name „Bolenze“ bzw. „Bolinze“ wurde zum ersten Mal am 6. August 1096 in einer Urkunde anlässlich eines Gütertausches erwähnt, bei dem Arnolt de Bolence als Zeuge auftrat.

### Vorgeschichte

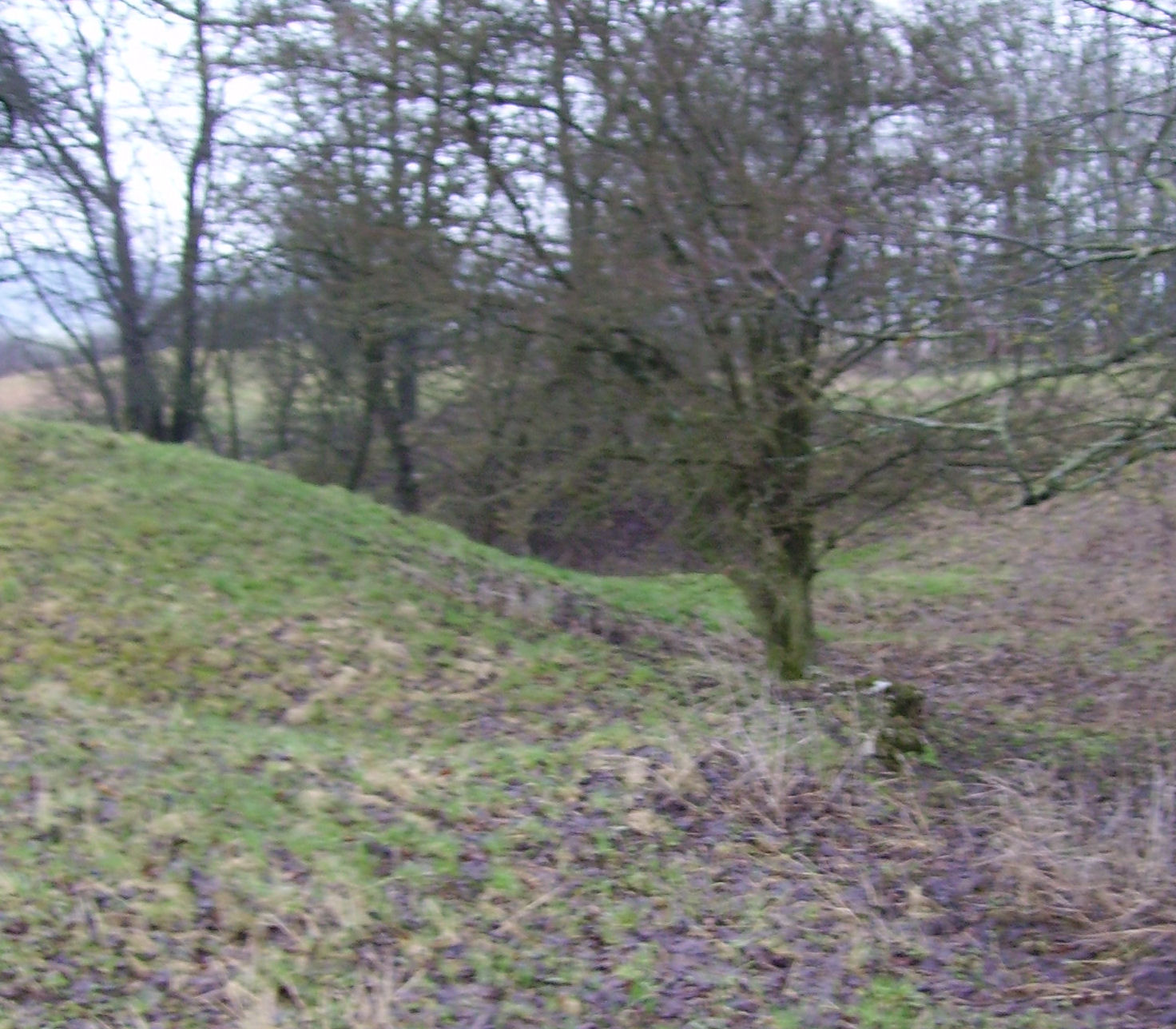
Hügelgräber

Östlich von Hohenpölz befinden sich frühkeltische Grabhügel, die von Kelten zwischen 700 und 400 v. Chr. angelegt wurden. Letzte Ausgrabungen fanden im Jahr 2004 statt.
Das Grabhügelfeld besteht aus 41 Hügeln. Ursprünglich waren es erheblich mehr, jedoch wurden viele so stark umgepflügt, dass sie  nicht mehr sichtbar sind. Hinweise auf die abgetragenen Hügel geben ortsfremde Steine und Gefäßscherben.

### Mittelalter
Um das Jahr 700 wanderten von Osten her slawische Siedler ein, die so genannten Wenden. Relikte dieser Zeit sind Orts- und Flurnamen slawischen Ursprungs wie Tiefenpölz und Hohenpölz sowie Laibarös und Treunitz.

### Neuzeit
Hohenpölz war bis zum Jahr 2001 dem Amt Hollfeld unterstellt, als dieses mit dem Amtsgericht Ebermannstadt zusammengelegt wurde.
Am 1. Januar 1971 wurde Hohenpölz in den Markt Heiligenstadt in Oberfranken eingegliedert.

### Frühe Beschreibungen

#### Topographische Beschreibung (1752)
In Biedermanns Topographischer Beschreibung aus dem Jahr 1752 wird Hohenpölz folgendermaßen geschildert:
„Hohenbelz, ein Dorf mit einer katholischen Kirche auf der Höhe unter dem Amt Scheßlitz, eine Stunde von Königsfeld, wo die Lehenschaften teils ermeltem Amte, teils auch den Barons v. Aufseß zu ihrem Stamm-haus, dem Schloß Plankenstein und dem Seniorat gehörig, welche damit dem Canton Gebürg einverleibt seyn. Die Kirche führt den Namen zu St. Lorenz und ist eine Filial von Königsfeld. Die Jagd ist Kuppel und wird von dem Fürstlichen Jäger zu Neuhaus, dann auch von denen Barons v. und zu Aufseß im untern Schloß und von dem Baron v Aufseß zu Königsfeld besuchet. Scheßlitz hat die Dorfsherrschaft und hohe Gerichtsbarkeit. Dem Hause Aufseß sind von hier zuständig zwei Mann Untertanen ins Stammhaus oder untere Schloß, nebst 13 anderen Leuten, zum Schloß Plankenstein zwei Lehenleute und zum Seniorat verschiedene Zinslehen.“

#### Joseph Heller (1829)
Der Bamberger Privatgelehrte Joseph Heller schilderte Hohenpölz in seiner Beschreibung des Muggendorfer Gebirges (älterer Name für die Fränkische Schweiz) im Jahr 1829 folgendermaßen:
„Hohenpölz, Bambergisch, Katholisch, im Landgericht Hollfeld. Der Ort hieß sonst Polence und kommt schon im 12. Jahrhundert vor. Er liegt sehr hoch und wird deswegen weit gesehen. Hohenpölz, Hohenmürsberg und Wichsenstein sind die Punkte, welche das Muggendorfer Gebiet begrenzen. Die Kirche, ein Filial von Königsfeld, ist gut erhalten und 160.5 und 1820 renoviert worden; sie hat drei Altäre, und zwar auf dem Hauptaltar das Bild des Heiligen Lorenz als Kirchenpatron. Der Ort hat zwei Schenkhäuser, 230 Einwohner mit der dazu gehörigen Heroldsmühle, oberhalb welcher die Leinleiter entspringt.“

#### Schulstellenbeschreibung (1914)
In einer Schulstellenbeschreibung des Lehrers Hugo Keller aus dem Jahr 1914 heißt es:
„Hohenpölz liegt 510 m über dem Meer, frei auf dem Jura, mit herrlicher Fernsicht, hat rauhes, aber gesundes Klima, genügend Brunnenwasser. Der Ort ist eigene politische Gemeinde mit 49 Häusern und 249 Einwohnern, gehört zum Bezirksamt Ebermannstadt und Rentamt Wäischenfeld, Poststation ist Heiligenstadt, Bahnstation Hollfeld. Dort sind auch Arzt und Apotheke zu erreichen. Die Bevölkerung treibt Ackerbaue Ledige Lehrer finden im Gasthaus eine ausgezeichnete Verpflegung.“

### Chronologie
1174: Urkundliche Erwähnung durch Bischof Hermann von Bamberg als „Bolenza“ im Besitz des Klosters St. Theodor in Bamberg
1317–1322: Erwähnung im Würzburger Lehenbuch
Um 1300 Bau des Kirchturms als Zufluchtsstätte für die Bevölkerung
1690–1720: Bau des Langhauses der Kirche

## Kirche

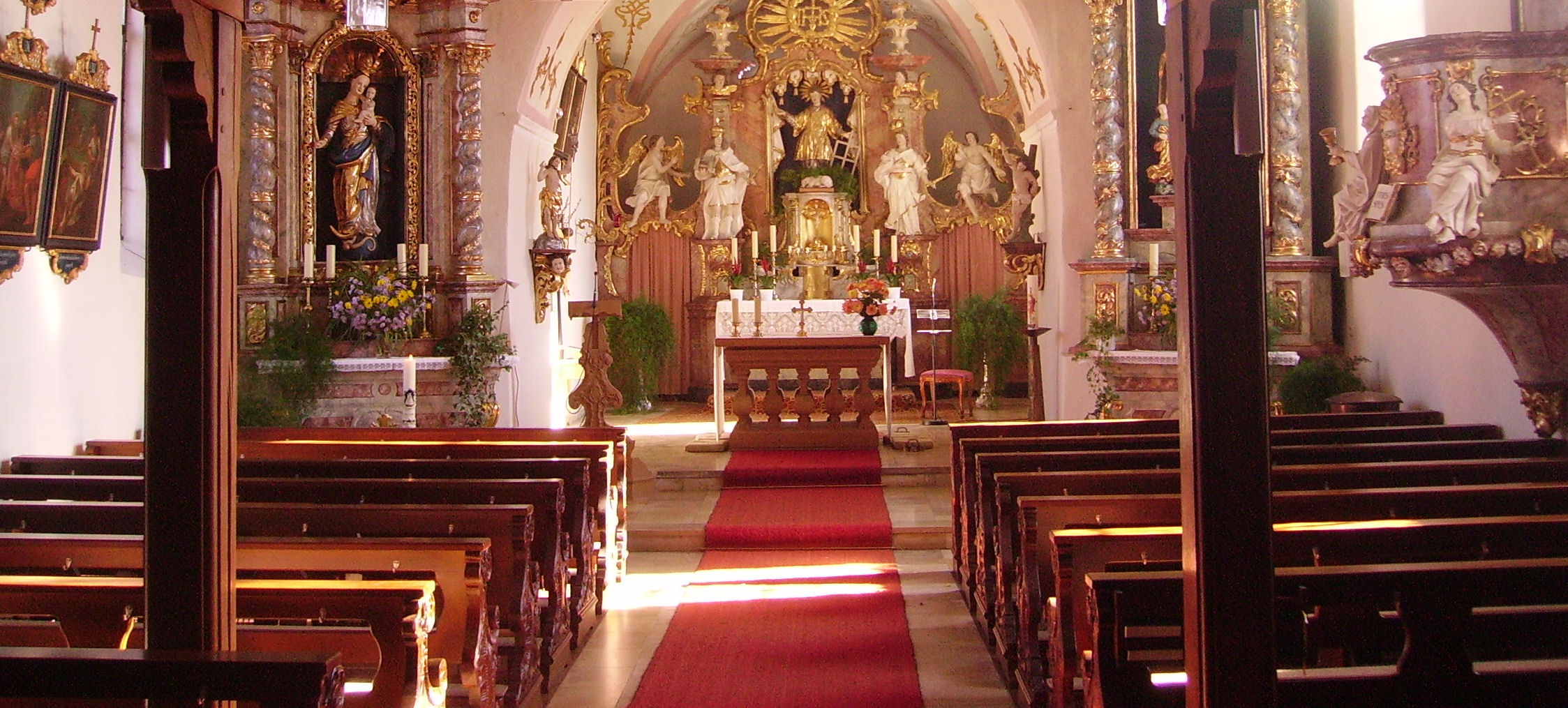
St. Laurentius und Heinrich

Die katholische Filialkirche St. Laurentius und Heinrich (Patrozinium am 10. August und am 15. Juli) gehört zur Pfarrgemeinde Königsfeld. Das Kirchengebäude steht auf einer Anhöhe über dem Dorf und ist schon von Weitem zu sehen.

## Sonstiges

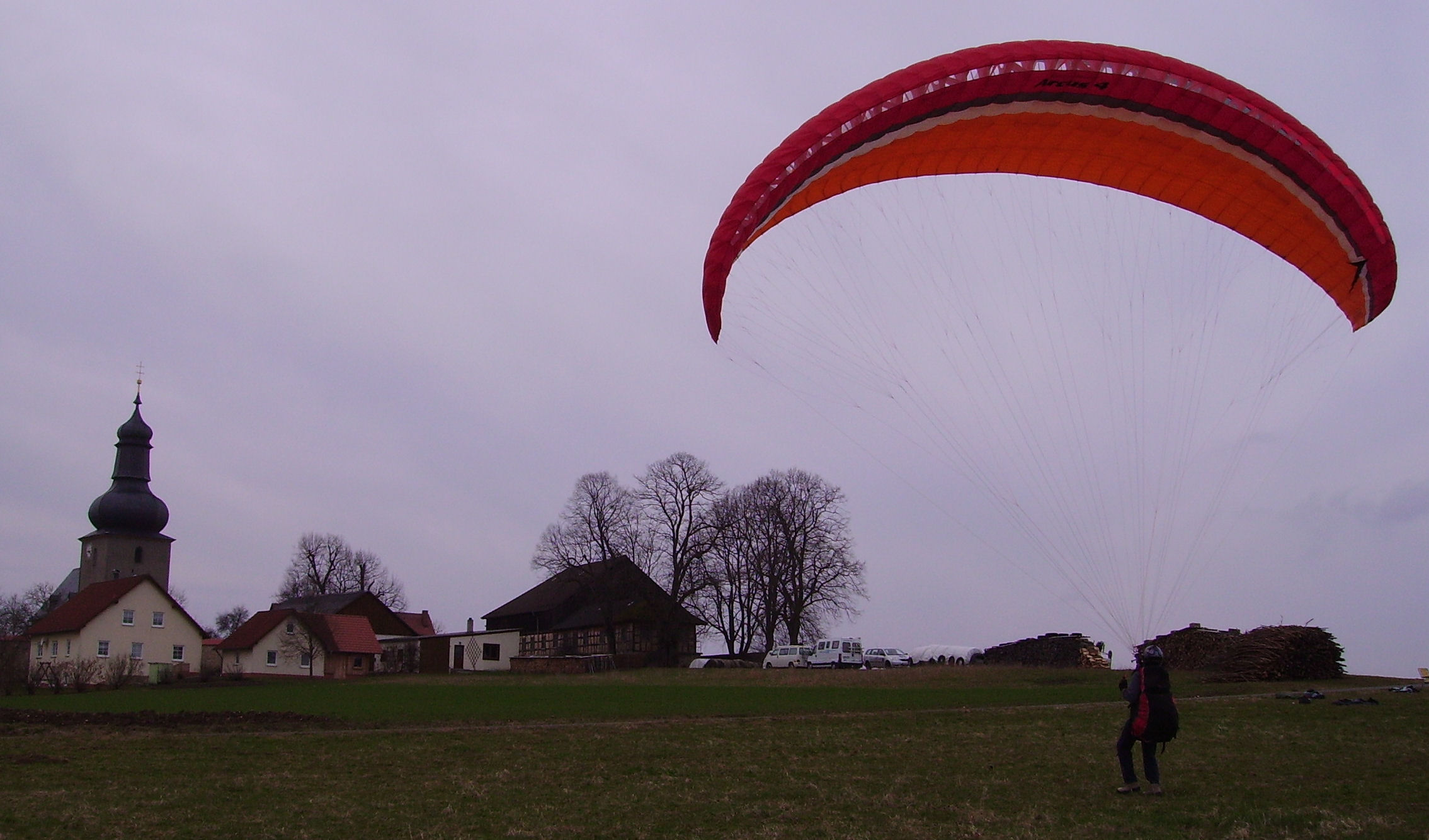
Gleitschirm

Die Blaskapelle Hohenpölz bietet hauptsächlich traditionelle Musik dar. Des Weiteren gibt es den Gesangverein Hohenpölz und die Freiwillige Feuerwehr Hohenpölz.
Seit Mitte der 1990er Jahre hat sich Hohenpölz zu einem Zentrum des Gleitschirmsports entwickelt. Auf dem Flurweg in Richtung Osten werden Gleitschirme mittels einer Winde gestartet.